# Gaohe, Anhui
Gaohe (kinesiska: 高河) är en köping i östra Kina. Den ligger i Huaining härad i Anqing i provinsen Anhui,  omkring 130 kilometer söder om provinshuvudstaden Hefei. 